# Anne Kleibrink
Anne Kleibrink, född Sauer den 1 april 1991 i Miltenberg, är en tysk fäktare som tävlar i florett.

## Karriär
Vid EM 2017 i Tbilisi tog Kleibrink brons i lagtävlingen i florett tillsammans med Carolin Golubytskyi, Eva Hampel och Leonie Ebert. Vid EM 2022 i Antalya tog hon brons i lagtävlingen i florett tillsammans med Leandra Behr, Leonie Ebert och Kim Kirschen.
Vid europeiska spelen 2023 i Kraków tog Kleibrink brons i lagtävlingen i florett tillsammans med Leandra Behr, Aliya Dhuique-Hein och Leonie Ebert. Vid olympiska sommarspelen 2024 i Paris blev hon utslagen i kvartsfinalen i florett av italienska Alice Volpi.